# BMW K 1100 RS
Die BMW K 1100 RS war ein vollverkleidetes Motorrad des Fahrzeugherstellers BMW, welches von September 1992 bis 1996 angeboten wurde. Der langstreckentaugliche Sporttourer ist technisch weitgehend identisch mit der leistungsgleichen BMW K 100 RS 16 V und ermöglicht eine sportlich-ambitionierte als auch moderate Fahrweise. Im BMW-Werk Berlin in Spandau wurden insgesamt 12179 K 1100 RS gefertigt.

## Technik
Der 1100er Reihenmotor ist eine Weiterentwicklung des liegenden Vierzylindermotors der K 100, dessen Hubraum durch Aufbohren der Zylinder um 10 % erhöht wurde. Bei der Auslegung des Vierventilers wurde im Sinne der freiwilligen Selbstbeschränkung der Motorradwirtschaft in Deutschland in den 1990er Jahren die Spitzenleistung auf 100 PS beschränkt. Die meisten der ausgelieferten Exemplare wurden aus Versicherungsgründen auf 72 kW (98 PS) gedrosselt, was im Fahrbetrieb kaum bemerkbar ist. Indessen verfügt der Motor über ein enormes Drehmoment. Ab einer Motordrehzahl von 3500/min erzeugt der Antrieb ein Drehmoment von über 90 Nm, ab 4500/min über 100 Nm, und das bis zur Höchstleistung bei 7500/min. Für den Fahrbetrieb bedeutet dies, dass einem in so gut wie jeder alltäglichen Fahrsituation Vortrieb im Überfluss zur Verfügung steht. Der Kraftstoffverbrauch (Super bleifrei) bewegt sich je nach Fahrweise zwischen 5,0 und 8,5 Liter – bei Vollgasfahrten auf der Autobahn werden bis zu 10 Liter auf 100 km verbraucht.
Als Nachteile sind dem Motor lediglich ein gewisser Ölverbrauch von 0,3 bis 1,0 Liter auf 1000 km sowie eine starke Erwärmung (der Motorblock der K 100 blieb schließlich unverändert) zuzurechnen, sowie die je nach Serienstreuung deutlichen Vibrationen im mittleren Drehzahlbereich.
Die K 1100 RS erhielt in ihren letzten beiden Baujahren bereits das weiter entwickelte ABS II, das sich durch feinfühligere Regeltechnik auszeichnet. Auch die beim ABS I demonstrativ zur Schau gestellten Druckmodulatoren für den vorderen und hinteren Bremskreis sind nun zusammengefasst als komplette ABS Regeleinheit ins Maschineninnere verschwunden.
Zur besseren Ableitung der Motorwärme erhielt die Vollverkleidung der K 1100 RS an den Seiten kiemenartige Lüftungsöffnungen in der Vollverkleidung, dennoch bemängelten Tester und Besitzer insbesondere im Sommer eine starke Wärmeentwicklung an den Oberschenkeln. Dieses Problem zog sich durch die gesamte Bauzeit der RS, selbst BMW konnte keine befriedigende Abhilfe anbieten. Die Vibrationen wurden in ihren Auswirkungen durch Lenkerendgewichte und vibrationsentkoppelte Fußrastenplatten gedämpft.
Die K 1100 RS verfügt über eine herausragend gute Ergonomie und einen sehr guten Windschutz für den Fahrer. So befanden sich z. B. die Spiegel in einer Anordnung, die den Händen Windschatten gaben. Sie gilt noch heute als bei regelmäßiger Wartung unverwüstlich. Zudem ist sie für ein Motorrad mit 268 kg Leergewicht (fahrfertig) erstaunlich handlich auch durch enge Kurven und Kehren zu bewegen. Ein Sozius freut sich über einen bequemen, großen Sitzplatz, der Fahrer darüber, dass er das Vorhandensein des Sozius zumindest an den Fahrleistungen kaum wahrnimmt. BMW Touring Koffer sind ebenfalls kompatibel und erhältlich. Die K 1100 RS ist indessen eine reine Straßenmaschine, die auf Schotter oder im Gelände völlig deplatziert ist.
Als Youngtimer findet die K 1100 RS zunehmende Beliebtheit, zumal (2021) gut gepflegte Exemplare noch für relativ kleines Geld zu finden sind, Fahrverhalten und -leistungen mit modernen Motorrädern mithalten können und hohe Laufleistungen dank der allgemein robusten Technik kein Ausschlußkriterum sein müssen. Allerdings werden immer mehr K-Modelle mehr oder minder radikal z. B. im Café-Racer-Stil umgebaut.
Der Listenpreis lag zum Verkaufsstart 1992 bei 21.950 DM. Im Frühjahr 1997 erschien als Nachfolger die BMW K 1200 RS.

## Kritik
„Einen großen Schluck genehmigt sich die BMW K 1100 RS gern. Natürlich nicht Bier, sondern Öl. Das passiert zwar nur bei hohen Drehzahlen auf schnellen Autobahnetappen, aber dafür ist der Bajuwaren sportlichstes Flaggschiff von Mitte der 90er Jahre eigentlich auch gebaut. Von [der K1] unterscheidet sich der K 1100 RS-Vierventiler durch ein höheres Drehmoment und einen gleichmäßigeren Drehmomentverlauf. Damit und mit dem fahrstabilen Paralever-Fahrwerk war sie der BMW-Platzhirsch unter den Sporttourern.“

“The new RS fairing definitely chucks less noise back at the rider. It's slightly higher geared than the LT and there seemed to be less vibration too. The riding position is infinitely preferable to the LT's where you kind of sit in/behind the screen rather than on the bike, nicely prone as on the RS. The little screen deflector directs the wind and weather square into your visor in both positions but this isn't a problem since the fairing has already taken the sting and most of the force out of it.”

„Die Verkleidung der neuen RS gibt definitiv weniger Geräusche an den Fahrer zurück. Sie ist ein wenig höher ausgerichtet als die der LT und es scheint auch weniger Vibrationen zu geben. Die Fahrerposition ist unbedingt der LT vorzuziehen, auf der man mehr in bzw. hinter dem Windschild sitzt als auf dem Motorrad. Der kleine Windschilddeflektor leitet in beiden Positionen den Wind und das Wetter auf Dein Visier, was aber kein Problem ist, da die Verkleidung bereits viel vom Winddruck aufgenommen hat.“